# Galerie Franz
Die Galerie Franz wurde am 19. Oktober 1946 in West-Berlin eröffnet, wo sie bis etwa 1951/52 in der Kaiserallee (heute: Bundesallee) 214 bestand. Ihre Inhaber waren Reinhard und Elli Franz.
Reinhard Franz sammelte zu Vorkriegszeiten Erfahrungen im Kunsthandel bei der Galerie Matthiesen und machte im Umfeld des Boxsports die Bekanntschaft Alfred Flechtheims. Mit einer privaten Boxschule brachten sich die Eheleute, die beide der KPD angehörten, durch die Jahre des Nationalsozialismus. Die ebenerdigen Räumlichkeiten wandelten sie nach Kriegsende in Galerieräume um, die sich mit ihren weiten, hohen Räumen gut zur Ausstellung von Skulpturen eigneten.
Gleich in der Eröffnungsausstellung Plastik und Bildhauerzeichnungen unserer Zeit zeigten sie Werke von Ernst Barlach, Waldemar Grzimek, Georg Kolbe, Wilhelm Lehmbruck, Gerhard Marcks, Gustav Seitz, Hans Uhlmann, Karl Hartung und anderen namhaften Bildhauern, darunter mehrere Großformate, was in Anbetracht der schwierigen Umstände dieser Jahre außergewöhnlich war.
Die Galerie Franz zeichnete sich im Weiteren durch relativ stark beachtete Ausstellungen aus, deren Spektrum von eindeutig gegenstandsbezogener Kunst mit sozial engagierter Note von Künstlern wie Otto Dix, Horst Strempel und Fritz Duda bis hin zu stark abstrahierenden Künstlern wie Ernst Wilhelm Nay, Juro Kubicek oder Hans Uhlmann reichte.
Die Galerie Franz rückte nach dem Zurücktreten der namhaften Galerie von Gerd Rosen im Zusammenhang der Währungsreform und der Berlin-Blockade von 1948/49 von der Spitze der Berliner Galerien kurzzeitig in eine herausgehobene Position, auch wenn andere Berliner Galerien, insbesondere die Galerien Bremer, Schüler und Springer aufschlossen. Die alleine schon durch ihren Namen bedeutsame Ausstellung Zone 5, mit der mehrere namhafte Berliner Künstler auf Distanz zu den Auseinandersetzungen zwischen den vier Alliierten gingen und künstlerische Unabhängigkeit einforderten, fand in der Galerie Franz statt.
Die kurze Blütezeit der Galerie endete rasch. War Berlin schon seit Ende 1948 politisch-administrativ in zwei Hälften aufgeteilt, so durchliefen die Auseinandersetzungen des Kalten Krieges auf dem Feld der Kultur zu Beginn der 1950er-Jahre ihren Höhepunkt: An der Hochschule der Künste in West-Berlin kam es zu einer Kündigungswelle, Professoren, die gleichzeitig in Ost-Berlin engagiert waren, wurden aus dem Lehrbetrieb entfernt. Gleichzeitig griffen Stimmen aus Ost-Berlin im Rahmen des sogenannten Formalismusstreits westliche Kunst und einzelne Künstler aufs Heftigste an. Die Eheleute Franz waren den Westberliner Behörden aufgrund ihrer allgemein bekannten Sympathie für den Kommunismus und ihrer SED-Mitgliedschaft spätestens mit der Berlin-Blockade suspekt geworden.
Die Eröffnung einer kleinen Galerie Unter den Linden in Ost-Berlin durch Elli Franz, die tatsächlich erst 1955 mit Abriss des Hauses geschlossen wurde, tat ein Übriges. Der mit dem Jahr 1951 eingeschlagene Kurs schließlich führte zum Eklat. Denn von den unmittelbar nacheinander gezeigten Ausstellungen von Oskar Nerlinger und Fritz Cremer, namhaften Vertretern des DDR-Kunstbetriebs, fühlten sich die Berliner Behörden provoziert. Als bei der Eröffnung der Ausstellung der Werke Fritz Cremers im Mai 1951 der Schriftsteller Arnold Zweig, Volkskammerabgeordneter und Präsident der Deutschen Akademie der Künste in Ost-Berlin, sprach und ein „Verkündigungsengel des amerikanischen Jahrhunderts“ in Gestalt eines US-Soldaten gezeigt wurde, griff West-Berliner Polizei ein. Die West-Berliner Behörden entzogen der Galerie die Gewerbeerlaubnis, der dadurch ausgelöste Gerichtsprozess zog sich über Jahre hin. Die Galerie Franz – wie lange sie letztlich bestand, ist unklar – hatte fortan für den West-Berliner Kunstbetrieb keine Bedeutung mehr.

## Ausstellungen (Auswahl)
- ab Okt. 1946: Plastik und Bildhauerzeichnungen unserer Zeit
- ab Jan. 1947: Werke der Brücke und des Nachwuchses
- ab Jan. 1947: Fritz Cremer, Walter Peter
- ab Mrz. 1947: August Wilhelm Dreßler
- ab Apr. 1947: Horst Strempel
- ab Juli 1947: Ernst Wilhelm Nay
- ab Nov. 1947: Juro Kubicek
- ab Feb. 1948: Herbert Behrens-Hangeler
- ab Mrz. 1948: Ernst Wilhelm Nay
- ab Juni 1948: Fritz Duda
- ab Aug. 1948: Hans Theo Richter
- Sep./Okt. 1948: Zone 5: Karl Hartung, Jeanne Mammen, Hans Thiemann, Heinz Trökes, Hans Uhlmann, Mac Zimmermann (Katalog mit Text von Will Grohmann)
- ab Okt. 1948: Ernst Barlach (10. Todestag)
- ab Mrz. 1949: Gustav Seitz
- ab Okt. 1949: Otto Mueller (75. Geburtstag)
- ab Dez. 1949: Hannah Höch und DADA
- ab Mrz. 1950: Otto Dix
- ab Juni 1950: Ernst Wilhelm Nay
- ab Mrz. 1951: Oskar Nerlinger
- ab Mai 1951: Fritz Cremer